# Стримба (гора)
Стримба — горная вершина в Украинских Карпатах, в массиве Горганы (Внутренние Горганы). Расположена на границе Хустского и Тячевского районов Закарпатской области, на одноимённом хребте — Стримба. Юго-западные склоны горы лежат в пределах Национального природного парка «Синевир». Высота Стримба — 1719 м. 
Вершина треугольной формы, образованная в мелкозернистых песчаниках глубокими водосборными воронками. Встречаются малые озёра, каменные россыпи. Северо-западные и восточные склоны крутые, юго-восточные переходят в седловину, которой соединяется с горой Стриминис (1652 м). Вершина Стримбы местами заросшая горной сосной, склоны — мохово-травяными и елово-буковыми группировками с хорошо выраженной высотной поясностью.
Южнее Стримбы расположен перевал местного значения — Прислип, по которому протягивается хребет Красна, на северо-запад — хребет Пишконя. К западу от горы лежит живописная долина реки Теребли с сёлами Колочава, Горб, Негровец и Синевир.
Ближайший населённый пункт: с. Колочава.